# ブラマヨ・チュートのまる金TV
ブラマヨ・チュートのまる金TV（ブラマヨ・チュートのまるきんてれび）は、2007年4月6日から2008年3月28日まで、毎週金曜日の24:50〜26:25に読売テレビで放送されていた公開情報トークバラエティ番組（特別番組の編成や『金曜ロードショー』の拡大等で、遅延される場合もある）。ハイビジョン制作。
後番組は水曜日深夜（日付上は木曜日未明）に放送されていた『BRAVO!』と土曜日深夜（日付上は日曜日未明）に放送されていた『Y.A.P.P.Y.』が移動となる。
番組終了後、チュートリアルを除いた同じ出演者で新番組『マヨブラ流』がスタートした。

## 内容
この番組はブラックマヨネーズとチュートリアルのM-1グランプリチャンピオンが2組出演していることで注目された。4人のトークコーナーをはじめ、映画やテレビなどをお笑いネタを交えて紹介。また番組内では新製品の紹介などのインフォマーシャルも随時放送された。

## おもなコーナー
ブラマヨ・チュートの心の中
ブラックマヨネーズとチュートリアルの4人がトークバトルを繰り広げるコーナー。
週刊!テレビのワォ〜
一般の視聴者（ワォ〜さん）がNHKや在阪民放各局で一週間に放送されたテレビ番組を独自の切り口でフリップに書いて紹介するコーナー。かつて毎日放送で放送されていた「テレビのツボ」とコンセプトが似ている。
目指せレギュラー!とりあえずやってみました
吉本興業の若手芸人たちが毎回、様々な実験企画をVTRで紹介するコーナー。将来的には、読売テレビのレギュラー番組にこの企画が取り入れられる可能性もある。
映画!いらっしゃ〜せ〜!!
ジャンクションの2人が話題の新作映画を実際に見た上で、その映画のおすすめポイントなどを紹介するコーナー。毎回、彼らが本編中のシーンを再現したり、映画にちなんだギャグを披露するのも見どころ。
野性爆弾の“爆弾”社会見学
野性爆弾の2人が興味のあるお店や人、スポットを訪ねリポートするコーナー。
まる金!びっくり!イベント情報!
福田充徳と吉田奈央がおすすめのイベント情報を紹介するコーナー。紹介するイベントに関するクイズを出題することもある。
熱血!営業マン!!
営業マンが登場し、自社の商品などを30秒間PRするコーナー。

## 出演
- ブラックマヨネーズ
  - 小杉竜一
  - 吉田敬
- チュートリアル
  - 福田充徳
  - 徳井義実

- ジャンクション
  - 原田良也
  - 下林朋央

- 野性爆弾
  - 川島邦裕
  - ロッシー

- 貞包みゆき （アシスタント）
- 伊藤みく （マスコットガール）
- 実はる那 （マスコットガール）
- 檜垣さゆり （マスコットガール）

※マスコットガールは、毎週3名のうち2名が交替で出演。
- 吉田奈央 （読売テレビアナウンサー）

## スタッフ
- 構成：友光哲也、徳田博丸、和田義浩、東京コウ塀
- ディレクター：八田隆（ワイズビジョン）、塙徹
- 演出：国延隆充（インパクト）
- プロデューサー：竹本輝之・佐藤恭仁子（読売テレビ）、松本啓邦（よしもとクリエイティブ・エージェンシー）、川田佳邦（ワイズビジョン）
- チーフプロデューサー：石橋徹也（読売テレビ）
- 技術協力：東通、サウンドエフェクト、ハートス、アエックス、教映社
- 美術協力：グリーン・アート、高津商会、A・I・C、新光企画
- スタッフ協力：ワイズビジョン、映像企画、インパクト
- 制作協力：吉本興業
- 制作著作：読売テレビ

### 過去のスタッフ
- チーフプロデューサー：梅田尚哉（読売テレビ）
- プロデューサー：堀口良則（ワイズビジョン）

| 読売テレビ 金曜日深夜（土曜日未明）24:50～25:00枠                    | 読売テレビ 金曜日深夜（土曜日未明）24:50～25:00枠 | 読売テレビ 金曜日深夜（土曜日未明）24:50～25:00枠 |
| 前番組                                                               | 番組名                                            | 次番組 |
| -------------------------------------------------------------------- | ------------------------------------------------- | --- |
| 音楽戦士 MUSIC FIGHTER ※24:50～25:45 （→日本テレビ制作、遅れネット） | ブラマヨ・チュートのまる金TV                      | BRAVO! ※24:25～24:55 （→水曜24時〔午前0時〕台より移動） ★毎月最終週は30分繰り下げ 月刊サッカーアース ※24:25～25:00 （→日本テレビ制作、10分拡大） ★毎月最終週のみ放送 |
| 読売テレビ 金曜日深夜（土曜日未明）25時（午前1時）台                 |                                                   | |
| 音楽戦士 MUSIC FIGHTER ※24:50～25:45 ぷぷっぴ10 ※25:45～26:05        | ブラマヨ・チュートのまる金TV                      | Y.A.P.P.Y. ※24:55～25:55 （→土曜25時〔午前1時〕台より移動） ★毎月最終週は30分繰り下げ                                                                                |
| 読売テレビ 金曜日深夜（土曜日未明）26時（午前2時）台前半枠           |                                                   | |
| トリコロール ※26:05～26:25                                           | ブラマヨ・チュートのまる金TV                      | 不明 |
| 読売テレビ 金曜日深夜（土曜日未明）26:25～26:35枠                    |                                                   | |
| 19borders ※26:25～26:55 （→10分繰り下げ）                            | ブラマヨ・チュートのまる金TV                      | 不明 |